# See U At The Club
See U At The Club är den andra singeln från det fjärde studioalbumet av Darin, Flashback. Den släpptes den 19 januari 2009.

## Listor
| Lista             | Topp- placering |
| ----------------- | --------------- |
| Sverigetopplistan | 12 (1 vecka)    |